# The Wonder Stuff
The Wonder Stuff (также — The Wonderstuff) — британская группа альтернативного рока, образовавшаяся в 1986 году в Стоурбридже, Англия, исполнявшая гитарный инди-рок с элементами панк-рока и клубной электроники. Группа, возглавляемая вокалистом и основным автором Майлзом Хантом, имела значительный коммерческий успех в Великобритании: четыре её альбома в 1989—1994 годах входили в первую десятку UK Albums Chart; успех имели также синглы «The Size Of A Cow» (#5, 1991) и Welcome To The Cheap Seats EP (#8, 1992). «Dizzy», записанный группой совместно с комедийным актёром Виком Ривзом, в 1991 году возглавил британские списки.

## История группы
The Wonder Stuff образовались в марте 1986 года из остатков From Eden, куда входили также некоторые участники Pop Will Eat Itself. В первый состав нового коллектива вошли Майлз Хант (гитара, вокал), Малкольм Трис (англ. Malcolm Treece, гитара, вокал), Роб Джонс (англ. Rob 'The Bass Thing' Jones, бас-гитара) и Мартин Гилкс (англ. Martin Gilks, ударные). Майлз, чей дядя Билл Хант был клавишником Wizzard, в From Eden играл на ударных.
В сентябре того же года The Wonder Stuff записали на свои средства дебютный A Wonderful Day EP. В 1987 году группа подписала контракт с Polydor Records и выпустила один за другим синглы «Unbearable», «Give Give Give, Me More More More», «A Wish Away» и «It’s Yer Money I’m After Baby» (последний ознаменовал их первый успех в чартах), которые вошли в дебютный альбом The Eight Legged Groove Machine, вышедший в августе 1988 года и поднявшийся до #18 в UK Albums Chart. За этим релизом последовал широкомасштабный британский тур Groovers On Manouevres.
В марте 1989 года The Wonder Stuff выпустили сингл «Who Wants To Be The Disco King?», затем выступили на фестивалях в Рединге и Гластонбери, провели гастроли в странах Европы и США. В сентябре того же года «Don’t Let Me Down Gently» стал первым хитом группы, вошедшим в первую двадцатку британского хит-парада. Месяц спустя вышел альбом Hup (#5 UK), записанный при участии нового музыканта, Мартина Белла (скрипка и банджо). Группа провела 20-концертный тур и выпустила сингл «Golden Green».

## Дискография

### Студийные альбомы
- The Eight Legged Groove Machine (1988, UK #18)
- Hup (1989, UK #5)
- Never Loved Elvis (1991, UK #3)
- Construction for the Modern Idiot (1993, UK #4)
- Escape From Rubbish Island (2004)
- Suspended By Stars (2006)
- The BBC Sessions (2007)
- Oh No It's... The Wonder Stuff (2012)
- 30 Goes Around the Sun (2016) No. 38 UK
- Better Being Lucky (2019)

### Сборники
- If The Beatles Had Read Hunter ... The Singles (сборник, 1994, UK #8)
- Love Bites and Bruises (сборник, 2000)

### Концертные альбомы
- Live In Manchester (1995, UK #74)
- Cursed With Insincerity (2001)
- The Wonder Stuff Live (2007)[3][4]

### Синглы
- «It’s Not True» (1987)
- «Unbearable» (1987)
- «Give Give Give Me More More More» (1988) #72 UK, #17 US Modern Rock
- «A Wish Away» (1988) #43 UK
- «It’s Yer Money I’m After Baby» (1988) #40 UK
- «Who Wants To Be The Disco King?» (1989) #28 UK
- «Don’t Let Me Down Gently» (1989) #19 UK, #11 US Modern Rock
- «Golden Green» / «Get Together» (1989) #33 UK
- «Radio Ass Kiss» (1989, US Radio, #26 US Modern Rock)
- «Circlesquare» (1990) #20 UK
- «The Size Of A Cow» (1991) #5 UK
- «Caught In My Shadow» (1991) #18 UK, #8 US Modern Rock
- «Sleep Alone» (1991) #43 UK
- «Dizzy» (Vic Reeves & the Wonder Stuff) (1991) #1 UK
- «Welcome to the Cheap Seats» (EP) (1992) #8 UK, #28 US Modern Rock
- «On The Ropes» (EP) (1993) #10 UK, #17 US Modern Rock
- «Full Of Life (Happy Now)» (1993) #28 UK
- «Hot Love Now!» (EP) (1994) #19 UK
- «Unbearable» (1994) #16 UK
- «Better Get Ready For A Fist Fight» (2004)
- «Bile Chant» / «Escape From Rubbish Island» (2005)
- «Blah Blah, Lah Di Dah» (2006)
- «The Sun Goes Down On Manor Road» (2006)
- «Last Second Of The Minute» (2006)[3][4]